# Zero Mostel
Zero Mostel; właściwie Samuel Joel Mostel (ur. 28 lutego 1915 w Nowym Jorku, zm. 8 września 1977 w Filadelfii) – amerykański aktor komediowy żydowskiego pochodzenia.
Znany przede wszystkim jako Max Bialystock z komedii Mela Brooksa Producenci (1968), gdzie stworzył duet z Gene’em Wilderem (jako Leo Bloom). Rola ta przyniosła mu nominację do Złotego Globu w kategorii najlepszy aktor w komedii lub musicalu. Inne bardziej znane filmy z jego udziałem to m.in.: Panika na ulicach (1950; reż. Elia Kazan), Strażnik prawa (1951), Sirocco (1951), Zabawna historia wydarzyła się w drodze na forum (1966; reż. Richard Lester), Diamentowa gorączka (1972; reż. Peter Yates), Figurant (1976; reż. Martin Ritt). Odnosił sukcesy na Broadwayu. Do najgłośniejszych ról Mostela należały: Tewje w musicalu Skrzypek na dachu (premiera 1964) i Pseudolus w musicalu Zabawna historia wydarzyła się w drodze na forum (premiera w 1962).
Zmarł nagle na zawał serca w wieku 62 lat.